# Interaction rayonnement-matière
Les interactions rayonnement-matière (ou interactions lumière-matière) décrivent, dans le cadre de la mécanique quantique, les effets d'un rayonnement sur un atome.
Le terme « rayonnement » est à prendre dans son sens quantique :
- rayonnement électromagnétique (lumière, rayon X, rayon gamma) ;
- particule (électron, neutron, rayonnement alpha).

Ces rayonnements sont utilisés pour analyser la matière. En effet, les atomes sont trop petits pour être visibles ou palpables, on ne peut donc les connaître que de manière indirecte ; on observe la manière dont ils perturbent un rayonnement incident. Ceci a donné naissance à deux types de méthodes d'analyse :
- les méthodes de diffraction : lorsque les atomes sont organisés de manière ordonnée (cristal), le rayonnement va être diffusé dans certaines directions de l'espace uniquement ; l'étude de cette répartition spatiale de l'intensité diffusée permet de caractériser l'organisation de la matière ;
- les méthodes spectrométriques : les atomes vont absorber une partie des radiations incidentes et en réémettre d'autres, le spectre d'absorption et de réémission est caractéristique des énergies de liaison de la matière, et donc de sa nature chimique.

## Diffusion, ionisation
Le rayonnement incident peut interagir de plusieurs manières avec l'atome :
- il peut être diffusé, c'est-à-dire qu'il « rebondit » sur l'atome :
  - diffusion élastique : le rayonnement "rebondit" sans perdre d'énergie ; si le rayonnement incident est électromagnétique (lumière, rayon X) on parle de diffusion Rayleigh, si c'est un électron, on parle de rétrodiffusion ;
  - diffusion inélastique : le rayonnement "rebondit" avec perte d'énergie (voir la Diffusion Raman) ; si le rayonnement provoque l'éjection d'un électron faiblement lié, il perd donc de l'énergie, c'est la diffusion Compton ;
- il peut être absorbé, en provoquant une transition électronique :
  - si l'énergie incidente est faible, il provoque simplement le changement d'orbite d'un électron ;
  - si l'énergie est suffisante, il provoque une ionisation ; si le rayonnement incident est électromagnétique, on parle d'effet photoélectrique et l'électron éjecté est un photoélectron ; si le rayonnement incident est un faisceau d'électrons, les électrons éjectés sont des électrons secondaires.

## Relaxation
Dans le cas où le rayonnement est absorbé, l'atome est dit « excité » car son état d'énergie n'est pas l'état minimal. Il s'ensuit donc une « relaxation » (ou « désexcitation ») : un électron d'une couche supérieure vient combler la case quantique laissée vacante par l'électron éjecté.
Si l'énergie de transition est modérée (c'est-à-dire si le rayonnement incident avait une énergie modérée), la relaxation provoque l'émission d'un photon de faible énergie (visible ou ultra-violet), c'est le phénomène de cathodoluminescence dans le cas où le matériau est semi-conducteur ou isolant. Si l'énergie de transition est élevée, on peut avoir deux cas :
- il y a émission d'un photon fluorescent, qui du fait de son énergie, est un photon X, on parle de fluorescence X ;
- il y a émission directe d'un électron périphérique, c'est l'émission Auger.

## Autres interactions
- Spin, résonance paramagnétique électronique, résonance magnétique nucléaire et imagerie médicale
- Phonon, spectrométrie Raman

## Applications
|                       | rayonnement incident                                                    |                                            |                                                                     |
| effet                 | infrarouge                                                              | visible, ultraviolet                       | rayons X                                                            |
| absorption            | spectroscopie et microscopie infrarouge à transformée de Fourier (IRTF) | spectrométrie d'absorption, oxymètre       | radiographie spectrométrie d'absorption des rayons X (XANES, EXAFS) |
| fluorescence          |                                                                         | microscope laser microscope à fluorescence | spectrométrie de fluorescence des rayons X (XRF)                    |
| diffusion             |                                                                         |                                            | diffusion des rayons X                                              |
| diffraction           |                                                                         |                                            | diffraction des rayons X (XRD)                                      |
| effet photoélectrique |                                                                         |                                            | spectrométrie photoélectronique X (XPS (ESCA))                      |

|                      | rayonnement incident                                                    |                         |                                                                                 |
| effet                | électron                                                                | neutron                 | ion                                                                             |
| absorption           | microscope électronique en transmission                                 |                         | Microscopie ionique en transmission                                             |
| émission d'électron  | spectrométrie Auger, microscope électronique à balayage                 |                         |                                                                                 |
| diffraction          | EBSD, microscope électronique en transmission                           | diffraction de neutrons |                                                                                 |
| émission X           | Spectroscopie d'émission de rayons X (de) (XES), microsonde de Castaing |                         | Spectroscopie d'émission de rayons X induite par des particules chargées (PIXE) |
| émission gamma       |                                                                         |                         | PIGE                                                                            |
| Diffusion            |                                                                         |                         | Spectroscopie de rétrodiffusion de Rutherford                                   |
| Réactions nucléaires |                                                                         |                         | Analyse par réactions nucléaires (en anglais)                                   |